# تابع تقاضای مارشالی
در اقتصاد خرد تابع تقاضای مارشالی (انگلیسی: Marshallian demand function)  تابع تقاضایی است که در آن مصرف‌کنندگان به فراخور ثروت خود و قیمت‌های بازار، با هدف بیشینه کردن مطلوبیت خویش، کالاها و خدمات را خریداری می‌کنند.